# Massacro di Dynów
Il massacro di Dynów avvenne durante l'invasione tedesca della Polonia nel settembre 1939. I soldati della Wehrmacht, della Gestapo e dell'Einsatzkommando uccisero in massa dai 200 ai 600 civili ebrei della città il primo giorno del Rosh haShana, il capodanno ebraico. 150 ebrei furono uccisi da mitragliatrici dopo essere stati portati via sui camion, altri 50 furono bruciati vivi nella loro sinagoga.